# The Bone Snatcher
The Bone Snatcher is een Brits-Canadees-Zuid-Afrikaanse direct-naar-dvd-horrorfilm uit 2003 onder regie van Jason Wulfsohn. Het verhaal werd geschreven door Malcolm Kohll en Gordon Render.

## Verhaal
Nadat drie werknemers van Eland Mining schijnbaar spoorloos verdwijnen tijdens werkzaamheden in de Namibwoestijn wordt Dr. Zack Straker gestuurd om een zoektocht op te zetten. Hij is een expert in overlevingstechnieken. Straker wordt er ontvangen door een doorgewinterde ploeg mijnwerkers, bestaande uit Mikki, Karl, Titus, Kurt en chauffeur Magda. Hun plagerijen over Strakers onervarenheid met veldwerk nemen snel af wanneer hij met een zelfgeconstrueerd detectie-apparaat de verdwenen mannen daadwerkelijk opspoort. Dat wil zeggen, wat er van hen over is. Hun lichamen blijken in een mum van tijd tot op het bot afgekloven, terwijl ze zich in een praktisch onleefbaar woestijnlandschap bevinden.
Wanneer ze op zoek gaan naar een mogelijke dader, krijgen ze zicht op een 'wezen' dat niemand van hen ooit eerder zag. Het lijkt een wandelend, voornamelijk uit botten opgebouwd organisme. Daarmee blijkt het verhaal van de schaarse lokale bevolking over de legendarische Esikhulu meer in te houden dan alleen een vertelsel. Er op schieten, werkt bovendien niet. Bij rake schoten valt de gestalte weliswaar uit elkaar, maar dan in duizenden levende mieren. Deze kunnen met behulp van de door hen tot werktuigen gemaakte botten bovendien op elk moment dat ze dit wensen samen weer één grote vorm aannemen. Straker ontdekt dat ze te maken hebben met een extreem geëvolueerde soort die nieuwe methoden heeft gevonden om te overleven in de barre woestijn.

## Rolverdeling
- Scott Bairstow: Dr. Zack Straker
- Rachel Shelley: Mikki
- Warrick Grier: Karl
- Patrick Shai: Titus
- Andre Weideman: Kurt
- Adrienne Pierce: Magda
- Brian Claxton Payne: Het 'wezen'
- Sean Higgs: Clive
- Jan Ellis: Harvey
- Langley Kirkwood: Paul
- Andre Jacobs: Dr. Muller
- Nikki Jackman: Mel
- Chris April: Muti Man